# 曹植墓
曹植墓，是曹魏陈王曹植之墓，普遍上认为位于山东省东阿县西南10公里鱼山西麓，另有河南省通许县东12.5公里处七步村的曹植墓一说。
东阿县的曹植墓1951年曾进行发掘，出土文物曾收藏于北京中国歷史博物馆。墓门现已经封闭，无法进入通道和墓室。
1951年山東省文物管理委員會清理曹植墓，出土文物132件，其中除 瑪瑙珠、瑪瑙泡、青玉璜數件較精外，其他大部為陶製明器，象車、案、壺、盆、雞、狗、鵝、鴨之類的文物。